# شاتل فضایی انترپرایز
شاتل فضایی اِنتِرپِرایز (به انگلیسی: Space Shuttle Enterprise) نام اولین نمونه مدارگرد شاتل فضایی در برنامه شاتل‌های فضایی ناسا بود.

## نگارخانه

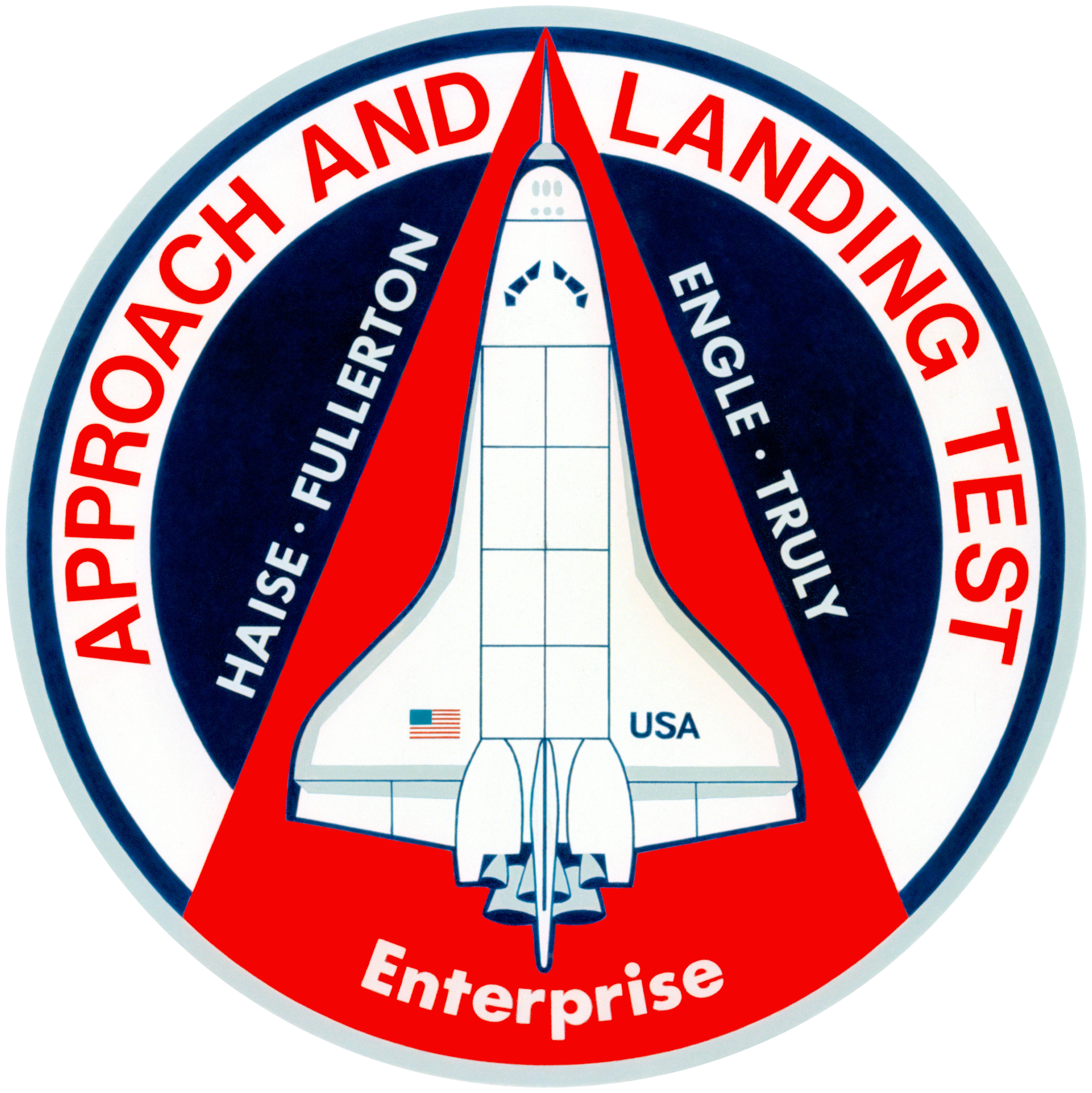
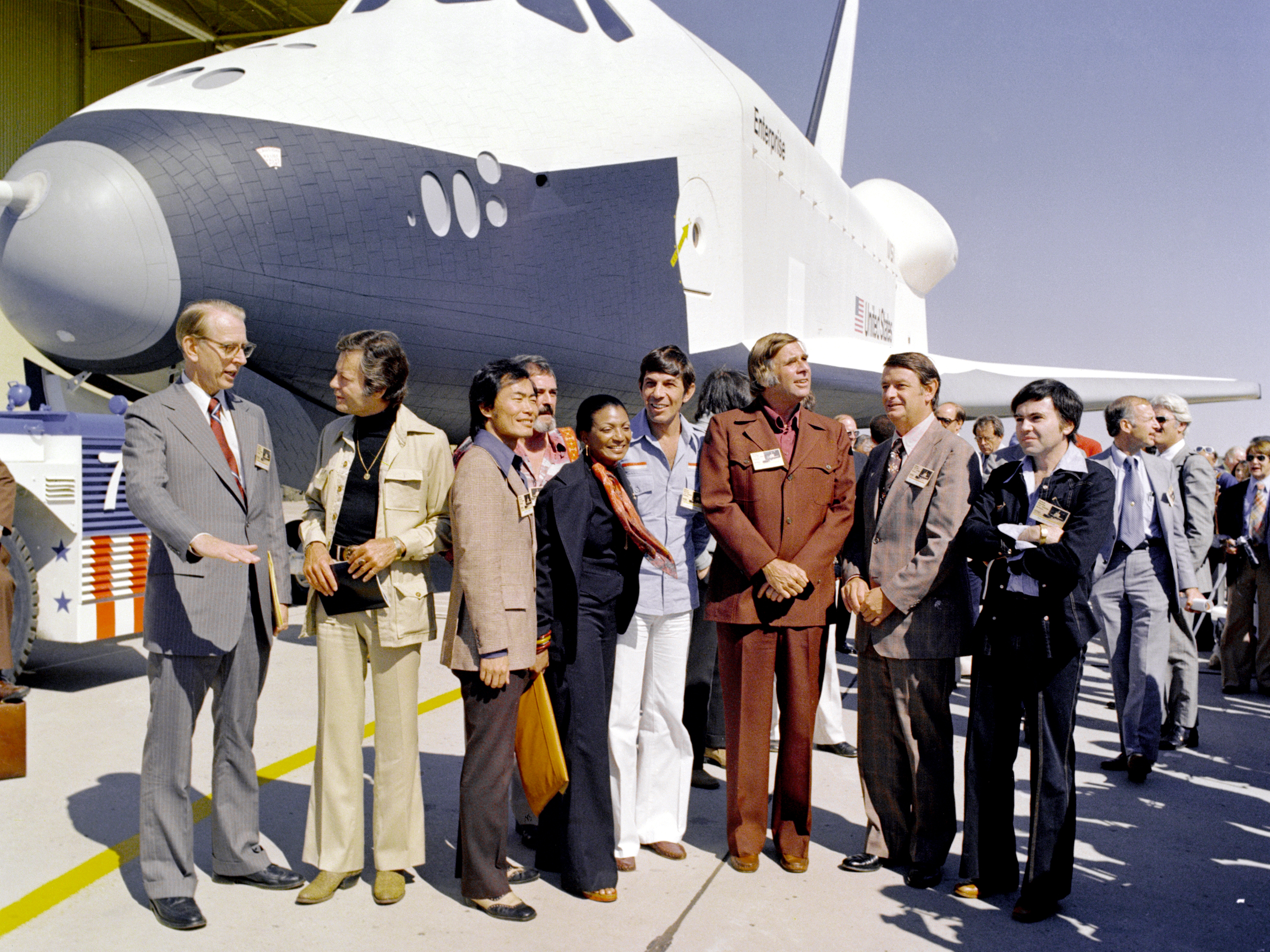
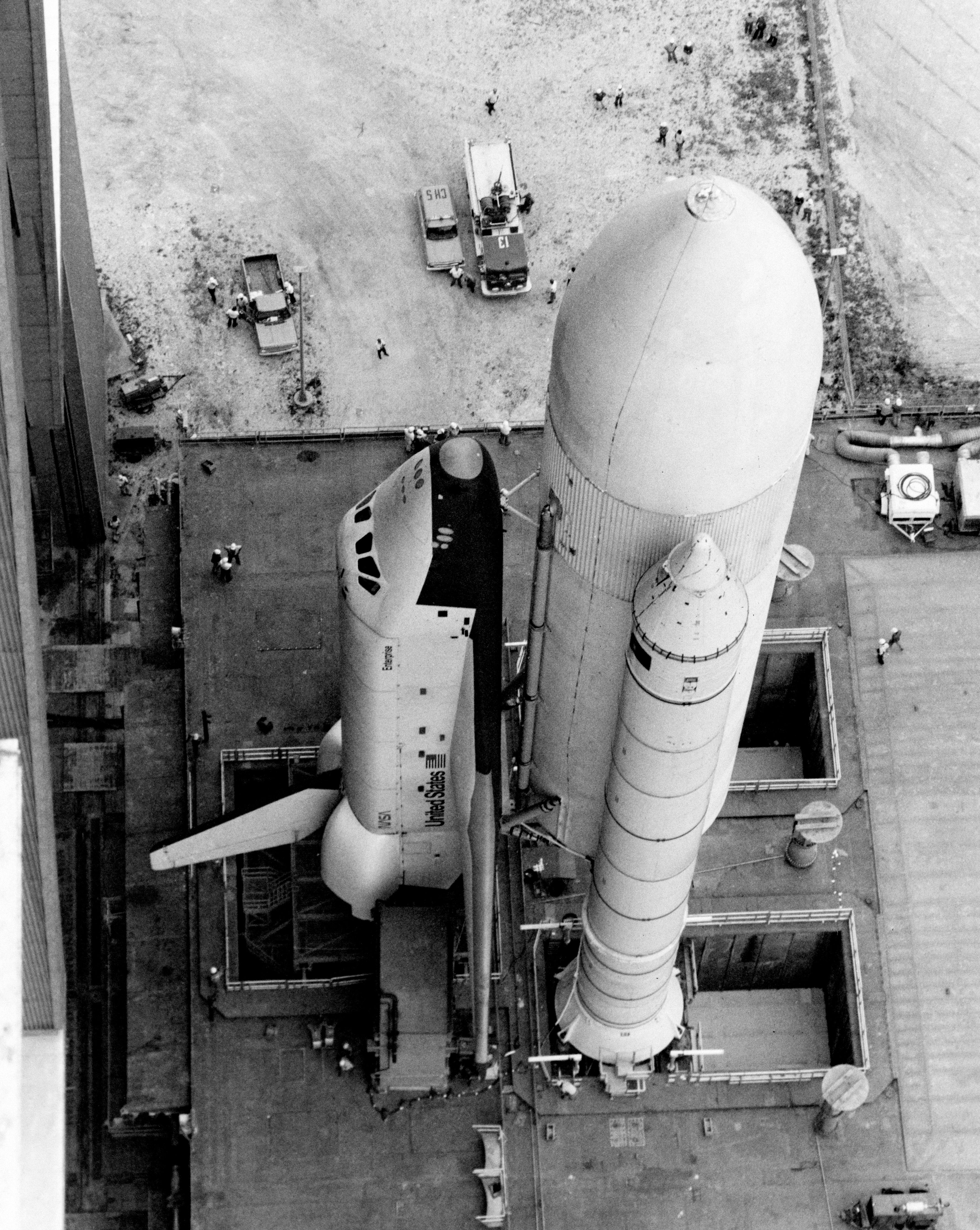
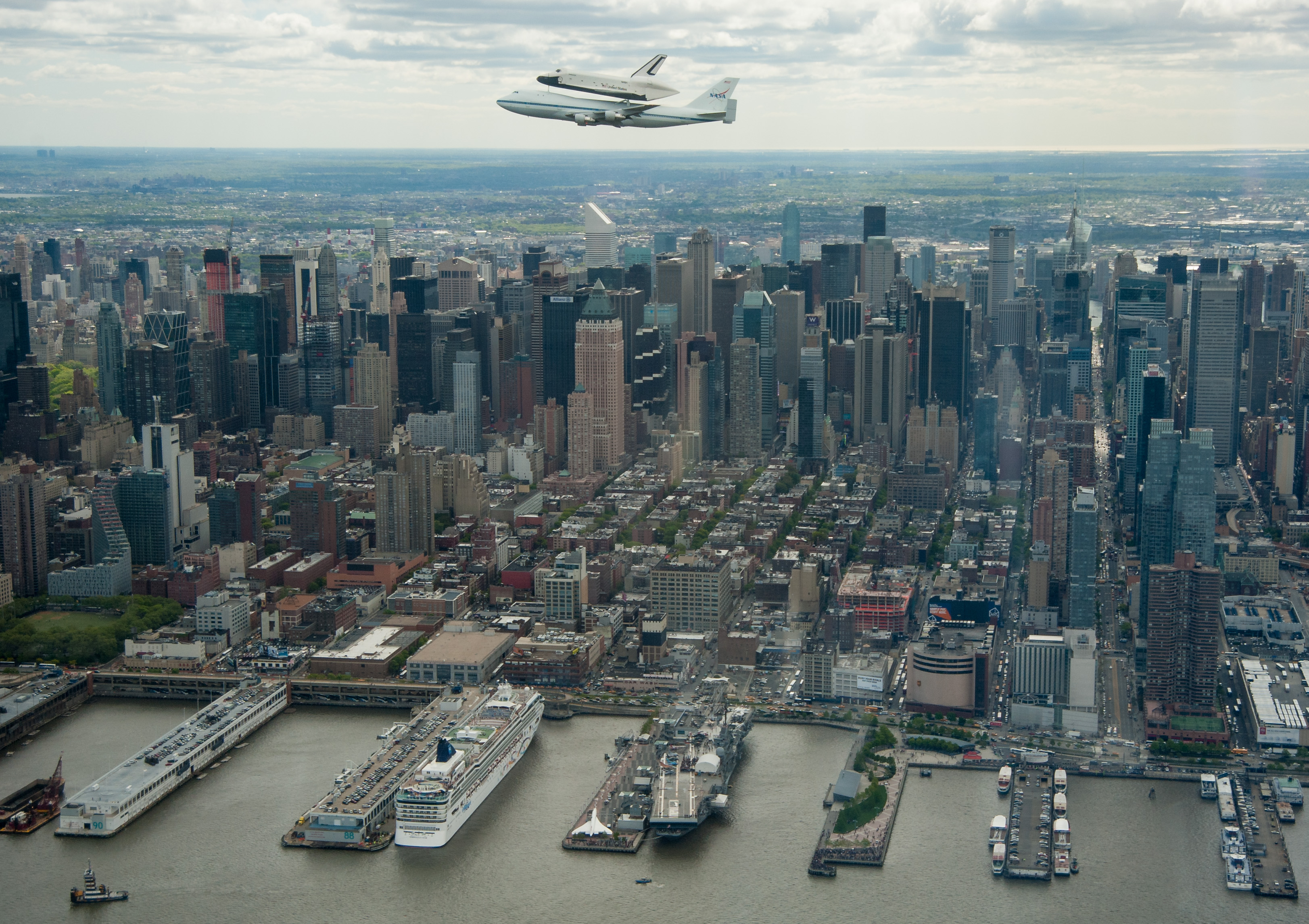